# 대한민국 국토건설단
대한민국 국토건설단(國土建設團)은 1962년 2월 10일 국토 개발을 목적으로 설립된 부서로, 국토건설본부를 개편하여 발족하였으며 전국 각지의 도로 건설과 가옥 건설에 동원되었다. 당초 1960년 11월 국토개발과 일자리 확충을 목적으로 설립된 국토건설본부는 1961년 12월 이후 불량배들과 군 미필자의 강제 징집으로 성격이 변모하였다. 1962년 12월 31일 예산 문제와 운영난 등으로 해산되었다.

## 설치 배경
국토건설단은 1960년 11월 28일 국무총리 장면이 실직자와 고졸, 대졸 등 고학력 미취직자 구제를 위해 설치한 기술 훈련 교육기관이었다. 장면에 의해 국토건설본부가 창립될 당시에는 국토건설본부였으나 1961년 12월 박정희 등이 병역미필자를 대상으로 한 '국토의 유기적·효과적 개발을 도모함과 동시에 만 28세 이상의 병역미필자에 대한 사회적 구제를 도모하기 위해 국토건설단 설치법'(법률 779호)으로 개정 하면서 국토건설단으로 바뀌게 되었다.
1960년 11월 28일 국토건설본부 창립 초기에는 미취업 대학생 등의 구제였으나 1961년 12월 병역의무 미이행자들을 대상으로 하는 것으로 변경되었다.

### 개정 직전
1961년 11월 30일 국가재건최고회의에서 '국토건설단 설치법 공포의 건'을 작성 1961년 12월 1일 정부로 상신되어, 12월 1일의 제100회 정부 내각회의에서 공포키로 의결, 법률 제807호에 의해 1961년 12월 2일 '국토건설단 설치법'으로 발표되었다.
1961년 12월 2일 정부에서는 '전국토의 유기적·효과적 개발과 만28세 이상 병역미필자의 사회적 구제, 국토건설사업의 수행'을 목적으로 '국토건설단 설치법(법률 제779호)을 제정하여 공포하였다. 1962년 2월 10일 11시 중앙청 홀에서 국토건설단 창단식이 거행되었다. 국토건설단은 국토개발 5개년계획에서 다목적 수자원 개발 및 대간척사업, 태백산지역 종합개발사업, 특정지역의 종합개발사업, 천재지변 등에 대한 긴급복구사업을 실시했다. 이를 위해 국토건설청을 신설하여 국토개발을 종합적이고 포괄적으로 담당하게 하였다.

## 설치 근거 및 소관 업무
- 1960년 11월 28일 '국토건설본부설치규정'(국무원령 제147호)
- 1960년 12월 28일 '국토건설본부규정'
- 1961년 12월 18일 '국토건설단 설치법'(국가재건최고회의 법률 제779호)

## 연혁
- 1961년 12월 18일 국토건설단 설치법 제정. 국토건설본부 폐지, 국토건설단으로 명칭 변경
- 1962년 2월 10일 11시 중앙청 홀에서 국토건설단 창단식 거행, 조직 개편(단장은 국토건설청장/건설부 장관이 겸직)
- 1962년 11월 30일 국토건설단 해체령 선포로 전원 귀향
- 1962년 12월 19일 국토건설단 설치법 폐지
- 1962년 12월 31일 국토건설단 잔류인원 최종 귀향, 폐지

## 조직
- 본부 (1962.2.10 - 1962.12.31)
- 지단 (1962.2.10 - 1962.12.31)
  - 제1지단 (1962.2.10 - 1962.12.31)
  - 제2지단 (1962.2.10 - 1962.12.31)
  - 제3지단 (1962.2.10 - 1962.12.31)
  - 제4지단 (1962.2.10 - 1962.12.31)
    - 분단 (1962.2.10 - 1962.12.31), 각 지단 예하
      - 건설대 (1962.2.10 - 1962.12.31)
      - 근무대 (1962.2.10 - 1962.12.31)

## 신분

### 민법이 아닌 행정법과 군법을 적용
훈련교관과 기간요원, 건설원으로 구성된다. 기간요원의 신분은 국가공무원에 준하며, 건설원은 현역병과 같은 신분으로 군형법의 적용을 받으며 건설원이 범한 죄에 대해서는 범죄자는 관할하는 군법회가 재판권을 가진다.

### 군형법을 적용받는 건설노무직
건설원으로 편입될 자 또는 편입된 자가 그 복무의무를 미이행, 복무를 면제받으려 하거나 복무연한을 단축할 목적으로 도망, 잠닉, 고의 신체훼손 기타 행위를 범하였을 경우에는 1년 이상 3년 이하의 징역에 처한다. 공무원 또는 의사로서 건설원의 편입을 연기, 면탈시키거나 복무연한을 단축시킬 목적으로 허위의 서류, 증명서 또는 진단서를 발급하였을 때에는 군사재판에 회부되고, 면허정지와 함께 1년 이상 7년 이하의 징역에 처한다. 정당한 사유 없이 건설단에 편입될 자가 신고를 아니한 자는 벌금 또는 구류형을 처한다.

## 운영

### 병역특례 단체가 되면서 구성원의 일부를 건설노무직으로 충원
5·16 군사 정변 이후 국가재건최고회의 의장 박정희의 발의로 1961년 12월 2일 "전국토의 유기적·효과적 개발과 만28세 이상 병역미필자의 사회적 구제, 국토건설사업의 수행"을 목적으로 '국토건설단 설치법'(법률 제779호)이 공포되면서 병역 대체요원으로 충당되었다. 개정된 '국토건설단설치법'에 의해 충원된 국토건설요원의 복무기간은 18개월로 규정되었으며, 복무연한을 마쳤을 때 현역 징집이 면제되고 제1예비역으로 편입되었다. 이때의 인적 구성은 기간요원과 건설원(建設員)으로 나누어졌다. 기간요원은 신분이 국가공무원과 같으며, 예비역 하사관, 장교 중에서 지원자를 중심으로 임명되었다.

### 감독 업무로 다수의 예비역 장교 임용
1961년 12월 이후에 투입된 국토건설본부의 업무를 그대로 계승하였다. 제1지단은 경상남도 남강댐 건설에 앞선 총연장 16km의 도로공사, 제2지단은 강원도 양구·화천 간 11km의 도로공사, 제3지단은 강원도 정선선 철도공사, 제4지단은 경상북도 영주 경북선 선로공사에, 또 제1분단은 전라북도 섬진강댐 건설에 앞선 도로공사, 제2분단은 경상남도 울산공업도시 간선도로공사 등에 각각 투입되었다.
1962년 초 예비역 한국군 장교 3,000명을 기간요원으로 하여 감독케 하였으며, 3월 15일부터 1만 4000여 명의 건설단원을 소집, 국토건설사업에 시켰다.

## 역대 단장
- 오성근(吳聖根) 1962년 2월 10일 - 1962년 6월 18일, 현역 육군 준장
- 박임항(朴林恒) 1962년 6월 18일 - 1962년 12월 31일, 건설부장관으로 겸임

## 해체
운영면에서 물의를 빚어 1962년 11월 30일 정부 방침에 따라 해체되고 전원 귀향조치되었다. 1962년 12월 19일 국토건설단 설치법도 폐지되었다. 그해 12월 31일 최종 해체되었다.

## 기타
건설부의 후신으로 운영된 국토건설청과는 성격이 판이하였다. 한때 국토건설청장이 국토건설단장을 겸임하기도 했다.

## 드라마
- 야망의 전설 - 1998년 KBS 드라마
- 태양을 삼켜라 - 2009년 SBS 드라마

## 같이 보기
- 국가재건최고회의
- 국토건설본부
- 대한민국 국토건설단 (1963년)
- 5.16 군사 정변
- 장면
- 현석호
- 장준하
- 이만갑
- 정헌주
- 주요한
- 박정희
- 박임항